# 杨和镇 (佛山市)
杨和镇，是中华人民共和国广东省佛山市高明区下辖的一个行政建制镇。

## 行政区划
杨和镇下辖以下地区：
人和社区、河东社区、河西社区、对川村、岗水村、园岗村、豸岗村、清泰村、沙水村和石水村。